# Red Eléctrica de España
Red Eléctrica de España, S.A.U. es una empresa española filial del holding Redeia Corporación, S.A., cuyo nombre comercial desde 2022 es Redeia. Su misión, como operador del sistema en régimen de monopolio, es asegurar el correcto funcionamiento del sistema de suministro eléctrico y garantizar en todo momento la continuidad y seguridad del suministro de energía eléctrica. Red Eléctrica de España gestiona toda la red de transporte de energía eléctrica (alta tensión), pero no realiza distribución de energía eléctrica (baja tensión).
La Sociedad Estatal de Participaciones Industriales es el principal accionista de la empresa matriz, Redeia Corporación, S.A. (Redeia), que actúa en el mercado eléctrico internacional como operador del sistema eléctrico. 

## Historia
Red Eléctrica fue fundada en 1985 en aplicación de la Ley 49/1984, de 26 de diciembre, sobreexplotación unificada del sistema eléctrico nacional. Fue la primera empresa en el mundo dedicada en exclusividad al transporte y operación del sistema eléctrico.
La Ley 54/1997, de 27 de noviembre, del Sector Eléctrico confirmó el papel de Red Eléctrica del sistema, y la Ley 17/2007, que modificó esta legislación para adaptarla a la directiva europea 2003/54/CE, y ratificó a Red Eléctrica como el transportista único y operador del sistema eléctrico de alta tensión española.
Durante 2010, en cumplimiento de esta ley, se completó la adquisición de los activos de transporte a las empresas eléctricas, incluidos los sistemas de Baleares y Canarias, y representó la consolidación de la compañía como transportista único y operador del sistema eléctrico en España.
En 2019 adquirió el 90 % de Hispasat, empresa operadora de satélites de comunicaciones. Seis años después vendió esta misma participación a Indra Sistemas.
Desde 2022, el Grupo Red Eléctrica utiliza como marca comercial el nombre de «Redeia».

## Funciones

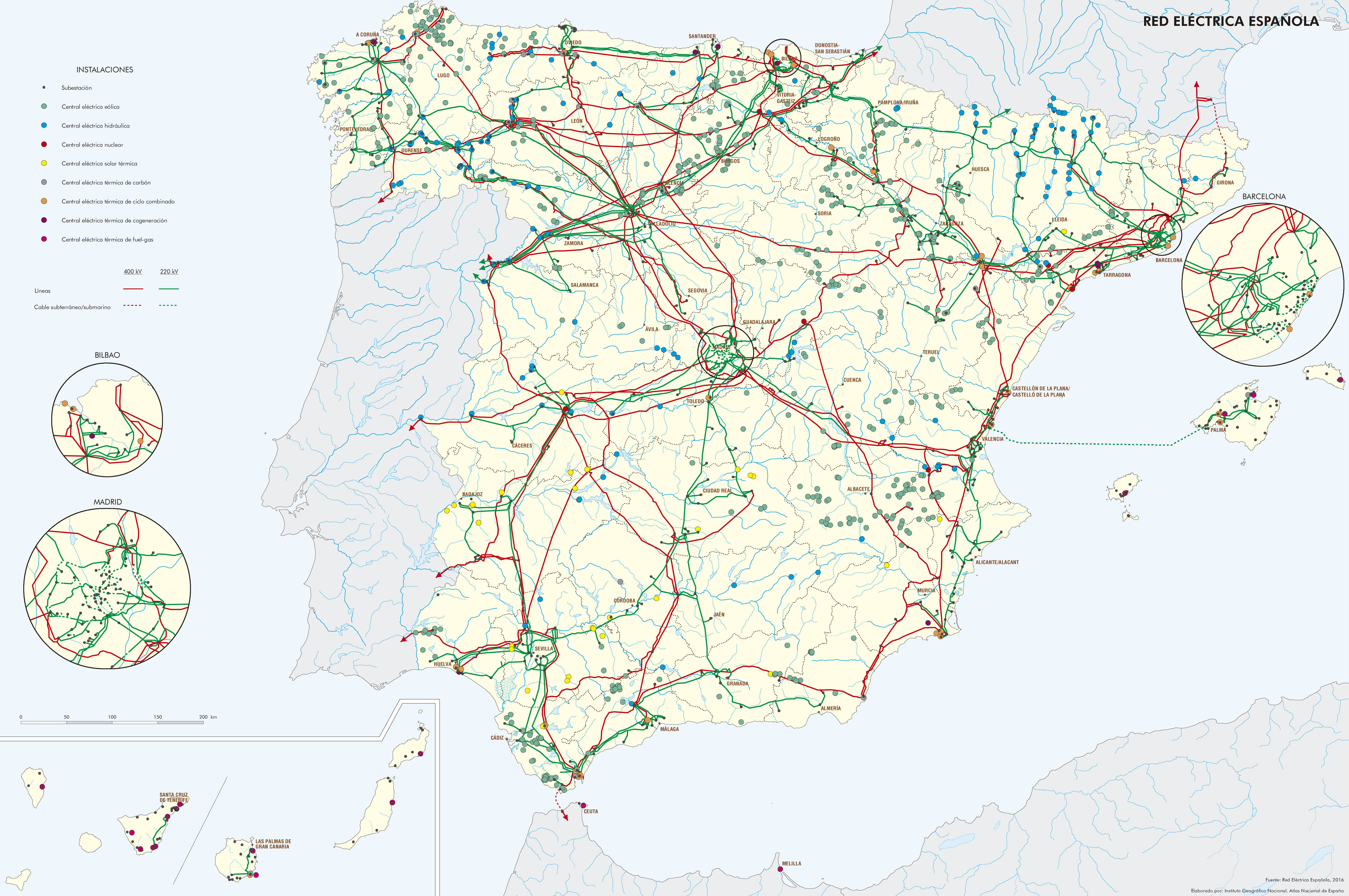
Mapa de las centrales, subestaciones y líneas de alta de tensión en España, 2016.

Torre de alta tensión de Red Eléctrica.

Como operador del sistema eléctrico, Red Eléctrica de España establece las previsiones de la demanda de energía eléctrica y opera en tiempo real las instalaciones de generación y transporte eléctrico, logrando que la producción programada en las centrales eléctricas coincida en cada instante con la demanda de los consumidores. Red Eléctrica ejerce sus funciones de operación tanto en el sistema peninsular como en los sistemas no peninsulares.
Red Eléctrica es propietaria de toda la red española de electricidad en alta tensión.
Red Eléctrica publica en su web información en tiempo real de la demanda de electricidad, su estructura de generación y las emisiones de CO2 asociadas al parque de generación español.

### Instalaciones en servicio
La red de transporte está compuesta por más de 40 000 kilómetros de líneas de alta tensión, más de 5000 posiciones de subestaciones y más de 80 000 MVA de capacidad de transformación.

## Otras empresas del holding
Además de Red Eléctrica de España, encargada de las actividades eléctricas en territorio español, Redeia (oficialmente, Redeia Corporación, S.A.) tiene otras tres empresas subsidiarias:
- Reintel, encargada de la gestión del negocio en el sector de las telecomunicaciones.
- Redinter, encargada de las actividades de inversión y consultoría del grupo en el exterior.
- Elewit, encargada de la innovación y tecnología para acelerar la innovación tecnológica.

Red Eléctrica también posee el 50 % del capital de INELFE, una sociedad constituida junto con su homóloga francesa Réseau de Transport d'Électricité (RTE) para el desarrollo de las interconexiones entre España y Francia.
La plantilla de Redeia a 31 de diciembre de 2024 era de 2489 empleados.

### Redinter
A través de distintas filiales integradas en Reintel, Redeia está presente América del Sur desde 1999, en especial en Perú, Chile y Ecuador. En Perú, REI es propietaria de 1.686 km de circuito de líneas y en Chile gestiona 1.729 km.
- Perú

En Perú, Redinter controla Red Eléctrica del Sur (Redesur) y Red Eléctrica Andina (REA), de las que es propietaria al 100%. A su vez, Redesur controla Transmisora Eléctrica del Sur. En diciembre de 2018, REI se hizo con Bow Power, una sociedad que explotaba desde finales de 2017 y en régimen de concesión por 30 años, 372 km de circuito de 220 kV y 138 kV, además de cuatro subestaciones en las regiones de Cajamarca, Amazonas y San Martín en el Norte de Perú. El coste de la operación incluye la deuda y se aproxima a 205 millones de dólares.
- Chile

En Chile, a través de Red Eléctrica Chile, cuenta con una participación del 50% del capital de Transmisora Eléctrica del Norte (TEN) (2016). El 50% restante de TEN es propiedad de E-CL (perteneciente al grupo Engie). En 2017, Red Eléctrica Chile, a través de Redenor (sociedad creada en consorcio 70%-30% con Cobra Instalaciones y Servicios), se adjudicó la explotación de Pozo Almonte, cercano a la frontera con Perú, un proyecto de más de 258 kilómetros de líneas eléctricas al norte de Chile. En julio de 2018, Red Eléctrica Chile ha adquirido el 100% del capital social de la empresa Centinela Transmisión, propiedad de Minera Centinela, por un total de 117,2 millones de dólares. La sociedad Centinela Transmisión explota, en la región de Antofagasta al norte de Chile, 3 líneas de 220 kV que conectan las subestaciones Encuentro, El Tesoro, Esperanza y El Cobre (265 km de circuito).

### Reintel
Gestiona desde el 1 de julio de 2015 el negocio de las telecomunicaciones del grupo. Reintel nació enfocada a la explotación comercial de infraestructuras de fibra óptica y espacios técnicos asociados a las mismas, contando con una red de fibra óptica de más de 33.000 km.

### Reincan
La filial REINCAN fue creada en el año 2015 con el propósito de mejorar y facilitar el suministro eléctrico en las Islas Canarias e impulsar el uso de las energías renovables en el archipiélago creando proyectos de reserva energética para garantizar el suministro eléctrico.

## Accionariado
El accionariado de la sociedad está compuesto por un 20 % de titularidad de la Sociedad Estatal de Participaciones Industriales (SEPI) —principal gestora de las participaciones empresariales del Gobierno de España— y un 80 % restante que es de cotización libre en los mercados financieros internacionales. El capital social de la compañía es de 270 540 000 euros, que se encuentra representado por 541 080 000 acciones al portador, totalmente suscritas y desembolsadas, con un valor nominal de 0,50 euros.
Las participaciones más significativas a 30 de julio de 2021 eran:
| Accionista                                       | Participación |
| ------------------------------------------------ | ------------- |
| Sociedad Estatal de Participaciones Industriales | 20 %          |
| Pontegadea Inversiones S.L.                      | 5 %           |
| Blackrock Inc.                                   | 3,04 %        |
| -autocartera-                                    | 0,335 %       |

## Gobierno de la empresa
La composición del Consejo de Administración a junio de 2021 es la siguiente:
Presidenta
- Beatriz Corredor

Consejero delegado
- Roberto García Merino

Consejeros externos dominicales a propuesta de la SEPI
- María Teresa Costa Campi
- Antonio Gómez Expósito
- Mercedes Real Rodrigálvarez

Consejeros externos independientes
- Carmen Gómez de Barreda Tous de Monsalve
- María José García Beato
- Socorro Fernández Larrea
- Antonio Gómez Ciria
- Arsenio Fernández de Mesa y Díaz del Río
- Alberto Carbajo Josa
- José Juan Ruiz Gómez

Secretario General y del Consejo de Administración, no consejero
- Rafael García de Diego

Vicesecretario del Consejo de Administración, no consejero
- Fernando Frías Montejo

## Presidentes
| Periodo en el cargo | Nombre           | Partido                                  | Titulación                                              |
| ------------------- | ---------------- | ---------------------------------------- | ------------------------------------------------------- |
| 2020 - Actualidad   | Beatriz Corredor | PSOE                                     | Licenciatura en Derecho                                 |
| 2018 - 2020         | Jordi Sevilla    | PSOE                                     | Licenciatura en Ciencias Económicas                     |
| 2012 - 2018         | José Folgado     | PP                                       | Doctor en Ciencias Económicas                           |
| 2004 - 2012         | Luis Atienza     | PSOE                                     | Licenciatura en Ciencias Económicas                     |
| 1997 - 2004         | Pedro Mielgo     | Sin afiliación (relacionado con el PP)   | Ingeniería Industrial                                   |
| 1988 - 1997         | Jorge Fabra      | Sin afiliación (relacionado con el PSOE) | Licenciatura en Ciencias Económicas y Doctor en Derecho |
| 1984 - 1988         | Paulina Beato    | Sin afiliación (relacionada con el PSOE) | Doctora en Ciencias Económicas                          |